# 티타임의 모녀
《티타임의 모녀》는 MBC에서 1997년 3월 28일에 방영된 베스트극장로 파출부로 살아온 엄마와 갑자기 신분상승을 한 딸 사이의 감정교차를 잔잔하게 그렸다.

## 줄거리
거대한 거실 한켠에 앙증맞은 티 테이블 위에 찻잔 두 개가 놓여지고, 파출부인 엄마 고덕자(김지영 분)와 딸 일순(윤유선 분)의 티타임이 시작된다. 엄마는 딸의 아파트에 감탄을 하지만 딸은 파출부 티를 내는 엄마가 못마땅하다. 일순은 과거의 행복했던 결혼생활을 회상하며 언젠가부터 틀어진 남편과의 관계, 더 이상 친밀해질 수 없다는 괴리감에서 헤어나지 못하고 엄마에게 털어놓는다. 엄마는 이해하고 살아가라고 하고, 일순은 가난하지만 행복했던 과거로 되돌아가고 싶어한다.

## 등장 인물
- 김지영 : 고덕자 역
- 윤유선 : 일순 역
- 전현
- 이원종
- 반효정
- 나성균
- 한영숙
- 이재포